# Sedm sluncí na sněhu
Sedm sluncí na sněhu (1954, Sept soleils sur la neige) je dobrodružný román pro mládež s detektivním motivem z prostředí kanadského severu od francouzského spisovatele Roberta Teldy Naima. Za toto dílo obdržel spisovatel roku 1954 cenu za nejlepší dětskou knihu Prix Jeunesse. Název románu je odvozen od optického úkazu v Arktidě, který vzniká lomem slunečních paprsků v krystalech zmrzlé vody v atmosféře a který se projevuje tím, že je při něm na nebi vidět více (v tomto případě sedm) sluncí, které se pak odráží na bílém sněhu tak silně, že hrozí sněžná slepota. 

## Obsah románu
Hlavním hrdinou románu je patnáctiletý chlapec Lucien Brévanne. Je z chudé rodiny, která se marně snažila najít po skončení druhé světové války lepší obživu v Kanadě. Zejména starší Luicenův bratr Thierry, povoláním důlní inženýr, se marně snažil najít povolání odpovídající jeho vzdělání. Byl proto nadšen, když se mu podařilo podepsat smlouvu s bohatým francouzským Kanaďanem Patrikem Verchèresem, který hodlal prozkoumat kraj v okolí Velkého Medvědího jezera, zda se tam nevyskytují ložiska uranové rudy. Dalším události poté, když se jim skutečně podařilo najít ložisko smolince, jsou však skryty tajemstvím. Podle Verchèresova vyjádření se jej Thierry pokusil při plavbě přes jezero zavraždit a v domnění, že jej utopil, odjel do Port Radia, aby tam ložisko zaregistroval na své jméno. To však bylo poslední místo, kde byl spatřen. Jeden Eskymák pak potvrdil, že Verchèrese našel polomrtvého na břehu jezera.
Thierry je v nepřítomností odsouzen v Edmontonu k dvaceti letům nucených prací a ložisko smolince, přihlášené na jeho jméno, se stane majetkem Verchèrese. Lucien však nevěří, že je jeho bratr vinen, a rozhodne se svým starším přítelem lovcem Bobem Farleymem Thierryho najít a prokázat jeho nevinu. Lucien se s Bobem spřátelil, když při práci v restauraci, kam Bob chodil, odhalil plán, kterým chtěl Verchères Boba znemožnit a přebrat mu snoubenku, která dala Bobovi přednost před ním. 
Při hledání Thierryho musí oba přátelé překonat mnohá nebezpečí (bouře na Velkém Medvědím jezeře, sněhová vichřice), ale nakonec jej najdou mezi Eskymáky. Je však přestálým utrpením  k nepoznání změněný a také postižený ztrátou paměti. Jde o tzv. bílé šílenství vyvolané hladem, zimou a dalším strádáním, ze kterého se člověk uzdraví jen zcela výjimečně. Eskymáci Thierryho našli zasypaného sněhem a na pokraji smrti u jezera Kikerk.
Lucien s Bobem se rozhodnou odvést Thierryho zpět do civilizace a prokázat jeho nevinu. Dostanou se na stanici Společnosti Hudsonova zálivu odkud se letecky přepraví do Port Radia. Zde se zjistí, že Thierryho ve městě nikdo neviděl a že podpis na žádosti o registraci pozemků je falešný. Dále se zjistí, že Eskymák, který svědčil u soudu v neprospěch Tierryho, podal na žádost Verchèrese falešné svědectví. V Edmontonu je pak uspořádáno setkání Thierryho s Verchèresem, při kterém se Verchères v šoku nad tím, že vidí člověka, o němž byl přesvědčen, že je mrtvý, přizná k jeho vraždě (chtěl, aby ložisko smolince patřilo pouze jemu). Thierry při pohledu na svého vraha utrpí také šok, který způsobí, že se psychicky vzpamatuje a postupně se uzdraví. Vlastnictví ložiska smolince je přiznáno jemu a rodina se tak definitivě dostane z bídy.

## Česká vydání
- Sedm sluncí na sněhu, SNDK, Praha 1962, přeložila Anna Kučerová.